# Metodología de Victor Papanek
La metodología de Victor Papanek es una herramienta o técnica de apoyo para diseñar un producto de manera eficiente y fue propuesta por el diseñador Victor Papanek. Este método de diseño es una herramienta o técnica de apoyo para diseñar y su objetivo varía dependiendo de su naturaleza, la cual puede ser creativa o de referencia lógica. Mientras que los métodos creativos son aquellos que “estimulan el pensamiento creativo” mediante la generación de ideas, los de referencia lógica tienen como objetivo ayudar al diseñador a tomar mejores decisiones. El método de Victor Papanek es sistemático y no creativo, pues sus pasos permiten que el diseñador analice las opciones disponibles para poder tomar decisiones que tengan en cuenta la ecología y se enfoquen en lograr un cambio social mediante la evaluación e integración de seis aspectos: el método, el uso, la necesidad, la telesis, la asociación y la estética.

## Seis aspectos de la metodología de diseño de Victor Papanek
La metodología de diseño de Victor Papanek, a pesar de ser una metodología sistemática, considera la combinación entre lo intelectual y lo intuitivo dentro de cada uno de los aspectos que contiene. Estos seis aspectos “deben tomar en cuenta la experiencia y la tradición”, sin embargo, se debe considerar también el futuro, pues el producto obtenido genera un impacto social. 

### Método
El aspecto del método involucra un uso óptimo de los procesos, herramientas y materiales. Esto quiere decir que se tiene que considerar la opción más eficiente, la menos costosa y/o aquella que tenga menores consecuencias negativas en el medio ambiente. Sin embargo, en este aspecto no se consideran los tres elementos de manera individual sino de manera conjunta. Esto quiere decir que de un mismo material pueden surgir diversas opciones dependiendo de con cuáles herramientas y/o materiales se combine éste.

### Uso
El uso se refiere a la principal aplicación que se le dará al producto en cuestión y a las características que éste debe tener dependiendo de esta aplicación. Esto quiere decir, por ejemplo, que, si un determinado objeto requiere de aerodinamismo para poder desempeñar una acción, entonces se tienen que considerar qué elementos conviene añadir al diseño del producto en cuestión para que pueda desempeñar su principal función de la manera adecuada. Considerar esto ayuda a tener una idea más concreta del diseño de un producto.

### Necesidad
La necesidad es un aspecto difícil de integrar, pues requiere analizar el entorno para detectar aquello que no está funcionando o que se podría mejorar y que está afectando a una comunidad, no a una sola persona. Si el producto satisface una necesidad y no fue diseñado solo para seguir las tendencias, entonces cumple con este aspecto y si cumple con este aspecto entonces el producto tendrá un impacto social relevante.

### Telesis
La telesis se refiere a conocer el contexto. Esto se refiere a conocer la evolución del producto, al usuario a quien va dirigido el producto, su entorno, el aspecto socioeconómico, entre otros. Todo esto se tiene que considerar porque influye directamente en las decisiones que toma un posible cliente al evaluar las opciones existentes y comprar el producto que mejor le convenga. Por esto mismo es que un mismo objeto tiene variaciones en su aspecto y características dependiendo del mercado al que va dirigido, pues la cultura y la manera de pensar y actuar también varía.

### Asociación
La asociación incluye los aspectos psicológicos y cómo éstos hacen que asociemos cosas entre sí. En este aspecto la cultura también tiene mucho que ver, pues debido a las tradiciones universales de cada cultura las personas pueden asociar distintos elementos entre sí. Esto sucede de manera inconsciente y puede ser resultado principalmente de aquello ocurrido durante la infancia. Debido a que considerar el aspecto psicológico de cada persona no es posible, generalmente se consideran solamente aquellas más comunes.

### Estética
Finalmente, el aspecto de la estética es aquel en donde se considera la forma, la textura, el color, entre otros elementos. Es aquí donde el diseñador tiene un mayor grado de libertad y es por esto mismo que generalmente se deja hasta el final, pues si se hiciera en otro orden el diseñador podría tener mayor dificultad integrando el diseño estético y los aspectos más vinculados con la función. A pesar de que el diseñador tiene más libertad en este aspecto, siempre tiene que considerar lo que podría gustarle al usuario y no a sí mismo.

## Metodología aplicada en la vida cotidiana
Si todos estos aspectos se integran de manera adecuada, entonces se puede decir que es un diseño responsable y con un positivo impacto social. Por ejemplo, LifeStraw, un purificador de agua instantáneo considera todos estos factores, pues está hecho de polipropileno y membranas, remueve bacterias, virus y parásitos, principalmente dirigido a personas que viven en lugares donde no hay agua potable, fácil de usar y portátil.
Este producto pone en práctica la metodología de Victor Papanek porque se consideran los materiales y manufactura con menor impacto negativo posible (método), es eficaz (uso) y pretende satisfacer la necesidad de agua potable que hay en algunos lugares (necesidad), es fácil de usar (telesis), es portátil (asociación) y su diseño estético es simple, no exagerado (estética). Como se consideran los seis aspectos, se puede decir que es un diseño responsable y tiene el potencial de transformar a la sociedad, lo que es un aspecto muy importante en esta metodología. En general, esta metodología es importante sobre todo porque elimina aquello que no es necesario para la sociedad y se enfoca en hacer del mundo un lugar mejor, y es por esto mismo que desde que Papanek escribió un libro acerca de esto, los diseñadores lo siguen tomando en cuenta.
La metodología de Victor Papanek es un método que permite que el diseñador evalúe opciones y escoja la mejor dependiendo de su impacto social y ecológico, por lo que actualmente se sigue usando. Es importante que se siga haciendo uso de esta metodología para lograr obtener productos significativos que, ya sea a corto o a largo plazo, permitan que nuestras condiciones de vida mejoren.